# Ковац, Пётр Семёнович
Пётр Семёнович Ковац (1913—1941) — старший лейтенант Рабоче-крестьянской Красной Армии, участник Великой Отечественной войны, Герой Советского Союза (1942).

## Биография
Родился в 1913 году в селе Захаровцы (ныне — Хмельницкий район Хмельницкой области Украины).
После окончания трёх курсов рабфака работал лесопильщиком.
В августе 1934 года был призван на службу в Рабоче-крестьянскую Красную Армию. В 1936 году окончил 8-ю Одесскую военную авиационную школу лётчиков. Участвовал в боях на Халхин-Голе, сбил 3 японских самолёта. В 1940 году окончил курсы усовершенствования командного состава ВВС. Член ВКП(б)/КПСС с 1937 года.
С июня 1941 года — на фронтах Великой Отечественной войны, командовал эскадрильей 129-го истребительного авиаполка 47-й смешанной авиадивизии Западного фронта.
За время своего участия в боях он совершил 78 боевых вылетов, принял участие в 26 воздушных боях, сбив 3 вражеских самолёта. 21 августа 1941 года под Духовщиной, находясь в сопровождении штурмовиков, он на своём самолёте «МиГ-3» отвлёк на себя два вражеских истребителя, уничтожил обоих воздушным тараном, но и сам погиб при этом.
Указом Президиума Верховного Совета СССР «О присвоении звания Героя Советского Союза начальствующему и рядовому составу Красной Армии» от 12 апреля 1942 года за «образцовое выполнение боевых заданий командования и проявленные при этом отвагу и геройство» посмертно удостоен высокого звания Героя Советского Союза.
Также был награждён орденами Ленина и Красного Знамени.

## Память
В честь Коваца названа школа и установлен в памятник в его родном селе.